# Welterbe in Ägypten
Zum Welterbe in Ägypten gehören (Stand 2016) sieben UNESCO-Welterbestätten, darunter sechs Stätten des Weltkulturerbes und eine Stätte des Weltnaturerbes. Ägypten hat die Welterbekonvention 1974 ratifiziert, die erste Welterbestätte wurde 1979 in die Welterbeliste aufgenommen. Die bislang letzte Welterbestätte in Ägypten wurde 2005 eingetragen.

## Welterbestätten
Die folgende Tabelle listet die UNESCO-Welterbestätten in Ägypten in chronologischer Reihenfolge nach dem Jahr ihrer Aufnahme in die Welterbeliste (K – Kulturerbe, N – Naturerbe, K/N – gemischt, (G) – auf der Liste des gefährdeten Welterbes).
| Bild                                                                     | Bezeichnung                                                              | Jahr | Typ | Ref. | Beschreibung |
| ------------------------------------------------------------------------ | ------------------------------------------------------------------------ | ---- | --- | ---- | --- |
| Memphis und seine Nekropole – die Pyramidenfelder von Gizeh bis Dahschur | Memphis und seine Nekropole – die Pyramidenfelder von Gizeh bis Dahschur | 1979 | K   | 86   | Von Memphis, der Hauptstadt des Alten Reiches von Ägypten, zeugen außergewöhnliche Grabmonumente, darunter Felsengräber, Mastabas, Tempel und Pyramiden. In der Antike galten die Pyramiden von Gizeh als eines der sieben Weltwunder. |
| Antikes Theben mit seiner Nekropole                                      | Antikes Theben mit seiner Nekropole                                      | 1979 | K   | 87   | Theben, die Stadt des Gottes Amun, war die Hauptstadt Ägyptens zur Zeit des Mittleren und des Neuen Reiches. Mit den Tempeln und Palästen in Karnak und Luxor und den Nekropolen im Tal der Könige und im Tal der Königinnen ist Theben ein markantes Zeugnis für die altägyptische Zivilisation auf ihrem Höhepunkt.                                         |
| Nubische Denkmäler von Abu Simbel bis Philae                             | Nubische Denkmäler von Abu Simbel bis Philae                             | 1979 | K   | 88   | Dieser archäologische Bereich enthält Denkmäler aus Nubien wie den Tempel von Ramses II. in Abu Simbel und das Heiligtum der Isis in Philae. |
| Historisches Kairo                                                       | Historisches Kairo                                                       | 1979 | K   | 89   | Inmitten des modernen Stadtgebiets von Kairo liegt eine der ältesten islamischen Städte der Welt mit zahlreichen berühmten Moscheen, Koranschulen, Bädern und Brunnen. Im 10. Jahrhundert gegründet, entwickelte sie sich zum neuen Zentrum der islamischen Welt und erreichte ihre Blütezeit im 14. Jahrhundert.                                             |
| Abu Mena                                                                 | Abu Mena                                                                 | 1979 | K   | 90   | Frühchristliche Ruinen von Abu Mena (Kloster des Hl. Menas): Kirche, Baptisterium, Basiliken, öffentliche Gebäude, Straßen, Klöster, Häuser und Werkstätten in dieser frühen christlichen heiligen Stadt entstanden über dem Grab des Märtyrers Menas von Alexandria, der 296 n. Chr. starb. Stand von 2001 bis 2025 auf der Liste des gefährdeten Welterbes. |
| Gebiet des Katharinenklosters                                            | Gebiet des Katharinenklosters                                            | 2002 | K   | 954  | Das heute griechisch-orthodoxe Katharinenkloster im Sinai in Ägypten wurde zwischen 548 und 565 gegründet und ist das älteste immer noch bewohnte Kloster des Christentums. |
| Wadi al-Hitan (Tal der Wale)                                             | Wadi al-Hitan (Tal der Wale)                                             | 2005 | N   | 1186 | Das Wadi al-Hitan ist ein Trockental im Westen von Ägypten. Hier finden sich 250 Skelette von Walen und anderen Tieren. |

## Tentativliste
In der Tentativliste sind die Stätten eingetragen, die für eine Nominierung zur Aufnahme in die Welterbeliste vorgesehen sind. Derzeit (2021) sind 34 Stätten in der Tentativliste von Ägypten eingetragen, die letzte Eintragung erfolgte 2021. Die folgende Tabelle listet die Stätten in chronologischer Reihenfolge nach dem Jahr ihrer Aufnahme in die Tentativliste.
| Bild                                                      | Bezeichnung                                                         | Jahr | Typ | Ref. | Beschreibung |
| --------------------------------------------------------- | ------------------------------------------------------------------- | ---- | --- | ---- | --- |
| Archäologischer Bereich Siwa                              | Archäologischer Bereich Siwa                                        | 1994 | K   | 186  | Archäologische Stätten der Oase Siwa mit dem Tempel des Amun-Orakels in Umm ʿUbeida |
| Tempel von Serabit el-Chadim                              | Tempel von Serabit el-Chadim                                        | 1994 | K   | 187  | archäologische Stätten im Nord- und Süd-Sinai mit dem Tempel von Serabit el-Chadim im Südsinai und dem Katharinenkloster (seit 2002 eigene Welterbestätte).                                                                                           |
| Bir al-Abed (1974)                                        | Archäologische Zone Nordsinai                                       | 1994 | K   | 189  | Archäologische Stätten im Norden der Sinai-Halbinsel |
|                                                           | Tempel der Hathor, erbaut von Ramses III.                           | 1994 | K   | 190  | ein von Ramses III. erbauter Tempel der Hathor auf der Sinai-Halbinsel |
| Rote Pyramide des Snofru                                  | Archäologischer Bereich Dahschur (Lage)                             | 1994 | K   | 191  | altägyptisches Pyramiden- und Gräberfeld |
| Löwenskulptur in Tebtynis                                 | al-Fayyum                                                           | 1994 | K   | 192  | mit den Fundstätten Kom Auschim (Karanis), Dimai (Soknopaiu Nesos), Qasr Qarun (Dionysias), Batn I hrit (Theadelphia), Byahma-Medinet el Fayoum (Krokodilopolis oder Arsinoe), Abgig-Hawara, Medinet Madi (Narmuthis), Tell Umm el-Baragat (Tebtynis) |
|                                                           | Zitadelle el-Gindi                                                  | 1994 | K   | 193  | |
|                                                           | Kloster Raithu                                                      | 1994 | K   | 194  | |
| Wadi Feiran                                               | Wadi Feiran                                                         | 1994 | K   | 195  | |
| Pharaoneninsel                                            | Pharaoneninsel                                                      | 1994 | K   | 196  | |
|                                                           | Dahab                                                               | 1994 | K   | 197  | |
| al-Minya                                                  | al-Minya                                                            | 1994 | K   | 198  | mit den Gräbern von Beni Hasan, den Gräbern von Amarna, Hermopolis und den Fundstätten von Tuna el-Gebel |
|                                                           | Festung Nuwaiba                                                     | 1994 | K   | 199  | |
| Ras Mohammed                                              | Ras Mohammed                                                        | 2002 | N   | 1636 | |
| Gebiet von Gebel Qatrani, Naturreservat Qarun-See         | Gebiet von Gebel Qatrani, Naturreservat Qarun-See                   | 2003 | K/N | 1797 | umfasst die Umgebung von Gebel Qatrani und das Naturreservat Qarun-See |
| Südliche und kleine Oasen der Libyschen Wüste             | Südliche und kleine Oasen der Libyschen Wüste                       | 2003 | N   | 1808 | mit den Oasen Charga, Dachla, Kurkur, Dungul, Moghra und dem Wadi Natrun in der Libyschen Wüste |
| Vogelzugrouten                                            | Vogelzugrouten                                                      | 2003 | N   | 1809 | mit Bardawil-See, Strauchlandschaft Zaranik, Gebel Sha'ib al-Banat, den Nilinseln Salugah und Ghazal und dem Nassersee |
| Wüstenwadis                                               | Wüstenwadis                                                         | 2003 | N   | 1810 | mit den Wadis Qena, Gimal und Allaqi |
| Gebirgsketten                                             | Gebirgsketten                                                       | 2003 | N   | 1811 | mit den Bergen Gebel Yelleg, Gebel Halal und Gebel Maghara im Nordsinai, Gebel Dokhkhan See, Gebel Shayeb El-Banat, Gebel Elba in der Arabischen Wüste und Gebel Uwainat, das Plateau Gilf el-Kebir in der Libyschen Wüste                            |
| Große Wüstenlandschaften                                  | Große Wüstenlandschaften                                            | 2003 | N   | 1812 | mit der Qattara-Senke, dem Großen Sandmeer und der Sannur-Höhle |
|                                                           | Alexandria, antike Ruinen und neue Bibliothek                       | 2003 | K   | 1822 | Ruinen der antiken Stadt Alexandria mit der antiken Bibliothek von Alexandria und die moderne Bibliotheca Alexandrina |
| Abydos, Pilgerstadt der Pharaonen                         | Abydos, Pilgerstadt der Pharaonen                                   | 2003 | K   | 1823 | |
| Tempel von Dendera                                        | Pharaonentempel Oberägyptens aus Ptolemäischer und Römischer Zeit   | 2003 | K   | 1824 | Tempel von Dendera, Esna, Edfu und Kom Ombo in Oberägypten |
| Nordgräber von Amarna                                     | Nekropolen Mittelägyptens, vom Mittleren Reich bis in Römische Zeit | 2003 | K   | 1825 | mit den Nekropolen von Beni Hasan, Dair al-Berscha, Tell el-Amarna und Tuna el-Gebel in Mittelägypten |
| Nilometer von Roda in Kairo                               | Nilometer von Roda in Kairo                                         | 2003 | K   | 1826 | |
| Antoniuskloster                                           | Klöster der Arabischen Wüste und des Wadi Natrun                    | 2003 | K   | 1827 | mit dem Antoniuskloster und dem Anba-Pola-Kloster am Roten Meer, dem Makarioskloster, dem Paromeos-Kloster, dem Kloster Deir Es-Sourian und dem Kloster Deir Amba Bischoi im Wadi Natrun                                                              |
| Zwei Zitadellen im Sinai aus der Zeit von Saladin         | Zwei Zitadellen im Sinai aus der Zeit von Saladin                   | 2003 | K   | 1828 | mit der Zitadelle al-Gindi (Lage) auf der Sinaihalbinsel und der Zitadelle auf der Pharaoneninsel (vgl. Ref. 196) aus der Zeit von Sultan Saladin (1171–1193)                                                                                         |
| Festung An-Nekhel, Station auf dem Pilgerweg nach Mekka   | Festung An-Nekhel, Station auf dem Pilgerweg nach Mekka             | 2003 | K   | 1829 | |
| Oase Fayyum, Wasserbauwerke und alte Kulturlandschaften   | Oase Fayyum, Wasserbauwerke und alte Kulturlandschaften             | 2003 | K   | 1830 | |
| Historische Stadtviertel und Denkmäler von Rosetta/Rachid | Historische Stadtviertel und Denkmäler von Rosetta/Rachid           | 2003 | K   | 1831 | Gebäude und Viertel der Stadt Rosetta (arabisch رشيد Raschīd) im Nildelta |
| Dababiya                                                  | Dababiya (Lage)                                                     | 2008 | N   | 5389 | Global Stratotype Section and Point für die Grenze zwischen Paläozän und Eozän |
| Sternwarte von Helwan                                     | Sternwarte von Helwan                                               | 2010 | K/N | 5574 | |
| Oase von Charga und die Kleinen Südlichen Oasen           | Oase von Charga und die Kleinen Südlichen Oasen                     | 2015 | K   | 6067 | umfasst die Oasen Charga, Nabta-Playa, Dungul and Kurkur |
| Ägyptisches Museum (Kairo)                                | Ägyptisches Museum (Kairo) (Lage)                                   | 2021 | K   | 6511 | |